# Gymnasium Marienwerder

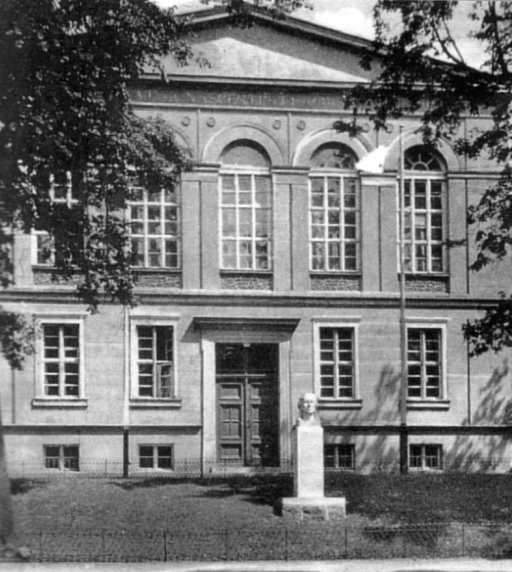
Gymnasium Marienwerder mit Schiller-Büste, 1920er Jahre

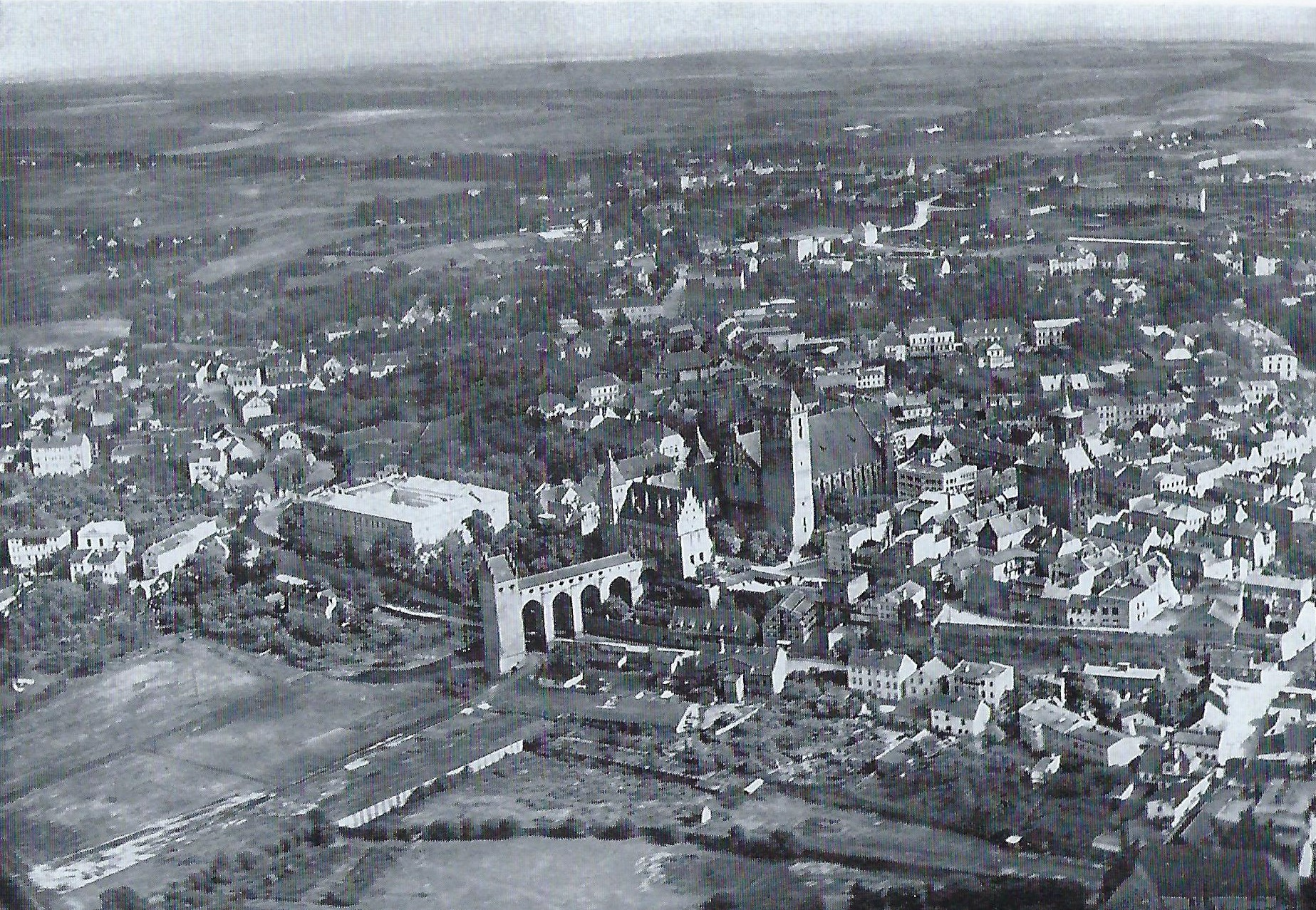
Marienwerder, 1920er Jahre

Das Gymnasium Marienwerder war eine bedeutende Schule im westpreußischen Marienwerder (heute Kwidzyn in Polen). Im Mittelpunkt stand die Persönlichkeitsbildung durch alte Sprachen, Religion und Geschichte. Ländlich abgeschieden, aber in einem geografischen Brennpunkt preußisch-deutscher Geschichte gelegen, leistete sie nach den Befreiungskriegen Anfang des 19. Jahrhunderts einen Beitrag zum geistig begründeten Wiederaufstieg Preußens.

## Vorgeschichte
Im Laufe der Jahrhunderte wechselte der Schulname vielfach – Elementar-, Partikular- und gegen Ende des 18. Jahrhunderts Kathedralschule. Auch die Bezeichnungen Lateinschule, Große Schule, Bürgerschule und Evangelisch-lutherische Domschule kamen vor. Im 19. Jahrhundert wurde sie bald Kathedral-, bald Gelehrtenschule genannt. 1813 erhielt sie den Namen Gymnasium, drei Jahre später die Bezeichnung Königliches Gymnasium. Der Wahlspruch war PIETATI LITTERIS VIRTUTI.

### Domschule
Die Domschule in Marienwerder dürfte zwischen 1285 und 1323 gegründet worden sein. Mit dem zunehmenden Wohlstand im Deutschordensland erreichte sie um 1400 ihre höchste Blüte. Zu den Lehrern jener Zeit gehört Johannes Marienwerder. Von 1400 bis 1525 stehen 23 Marienwerderer Schüler in den Matrikeln der Universität Bologna, der Brandenburgischen Universität Frankfurt, der Universität Wien, der Prager Karls-Universität, der Universität Krakau und der Universität Leipzig. Die Domschule hatte nicht die Bedeutung von Elbing und Thorn, galt aber als eine der besten Provinzialschulen des Mittelalters. Wer in Pomesanien Geistlicher werden und keine Universität besuchen wollte, musste die Domschule besuchen. Die Reformation, die Aufhebung des Domkapitels (1527) und die Säkularisation des Bistums Pomesanien führten zum Niedergang der Domschule. Die Aussichten auf fette Pfründen und Sinekuren schwanden. Man sprach nicht mehr von der Schule, weder unter dem letzten katholischen Bischof Erhard von Queis noch unter dem ersten evangelischen Bischof Paul Speratus.

### Bürgerschule
Neben der Domschule hatte die Stadt noch eine zweite Schule, eine gleich alte Bürgerschule im Kapitelschloss. Das Patronat lag bei der Stadt. 1404 beglaubigt der Ordenstressler den Bestand zweier Schulen. Schon vor 1572 war die Schule mit drei Lehrern besetzt, dem Schulmeister (Rektor), dem Konrektor (ab 1770 Prorektor) und dem Kantor. Bis 1836 waren alle Rektoren Theologen. Um zum Rektorat zu gelangen, mussten Kandidaten der Theologie eine Prüfung ablegen in Theologie, Logik, Geometrie, Physik, Arithmetik, Geschichte, Hebräisch und Latein. Dass von den drei Lehrern zwei theologisch vorgebildet waren, hob die Stadtschule über die Kirchenschulen in den sonstigen Orten weit hinaus. Hinzu kam ein polnischer Kaplan. Schon zur Ordenszeit und nach der Reformation war trotz des Rektors der Einfluss des Stadtpfarrers entscheidend; der Kirche unterstellt wurde die Schule aber erst durch die Amtsvisitatoren des Jahres 1586. Bis etwa 1590 befand sich die Schule in einem kleinen Gebäude, das zu den Kirchenwohnungen gehörte. Es lag neben der Pfarrwohnung an der Südmauer des Kapitelschlosses auf städtischem Grund. Westlich davon bis zur Stadtmauer erstreckte sich der Schulgarten. 1586 beschloss der Rat der Stadt Marienwerder, im Anschluss an den Schulgarten ein neues Schulgebäude längs der Stadtmauer zu erbauen. Der Erzpriester (Superintendent) Magister Salomon Klein entwarf eine Schulordnung. Diese sogenannte Leges wurde am 5. März 1593 bestätigt. Die
Große Stadtschule umfasste fünf Klassen: die Quarta mit drei Abteilungen, die Tertia mit vier Abteilungen, die Sekunda und die Prima mit jeweils zwei Abteilungen und die Oberprima. Für sämtliche Klassen standen nur zwei Unterrichtsräume zur Verfügung. Die einzelnen Abteilungen wurden zusammen gleichzeitig, meist auch verschiedene Klassen in einem Raume, häufig von zwei Lehrern unterrichtet. Der Schulbesuch war auf acht Jahre bemessen; die Oberprimaner blieben auch länger und gingen entweder zur Universität oder auf das Thorner Gymnasium und das Gymnasium Elbing. „Ferien“ gab es so wenig wie technischen oder künstlerischen Unterricht (außer Musik). Die Große Pest (Preußen) und der Große Nordische Krieg ließen die Bedeutung der Schule sinken. In einem Kabinettsschreiben von Friedrich Wilhelm I. (Preußen) zur Schaffung eines Staatsgymnasiums in Marienwerder wird sie gar nicht erwähnt. Ende des 18. Jahrhunderts wurden Luthers Katechismus und die vier Evangelien in Latein erklärt. In der Rektorklasse wurden stattdessen Cornelius Nepos, Quintus Curtius Rufus, Gaius Iulius Caesar, Plinius der Jüngere und Marcus Tullius Cicero gelesen. Vorgesehen war auch die Lektüre deutscher Zeitungen. Der Unterricht belief sich auf 65–70 Wochenstunden. 100 Schüler hatte die Schule nur selten. Zum Besten studierender Stadtkinder wurden im 18. Jahrhundert zwei Stipendien gestiftet, das eine von dem russischen Brigadier Thomas von Fraser (1715), das andere vom Stadtkämmerer Samuel Jeschke (1740).

### Gelehrtenschule
Auf sich gestellt, hatte die Schule über das ganze 18. Jahrhundert in engen und ärmlichen Verhältnissen zu bestehen. Die preußische Staatsregierung kümmerte sich so gut wie gar nicht um die Schule. Das änderte sich nach der ersten Teilung Polens. In der neuen Provinz Westpreußen kamen viele Beamte nach Marienwerder. Durchdrungen von den Ideen Immanuel Kants, löste Karl Abraham von Zedlitz das preußische Schulwesen vom Kirchenregiment. Mit dem Oberschulkollegium schuf er 1787 eine selbständige oberste Schulbehörde für das ganze Königreich Preußen. Ihr trug 1788 der Rektor Höpfner den Wunsch an, nach Errichtung der Landeskollegien in der Stadt die Schule zu einer Gelehrtenschule zu erheben. Erst 1802 wurde der Wunsch verwirklicht. Am 21. August beschloss die Regierung in Marienwerder, dass Marienwerder (als Sitz der Landeskollegien), Danzig, Elbing, Thorn und – mit Bedenken – Marienburg Gelehrtenschulen haben sollten. Der Minister Julius Eberhard von Massow kam im Oktober 1802 nach Marienwerder und billigte die Beschlüsse. Unverzüglich wurden in Marienwerder die Anzahl und das Einkommen der Lehrer erhöht und die Stelle eines Kalfaktors geschaffen. Die Kosten für den Umbau des Gebäudes in Höhe von 2000 Talern trug die Regierung. Sie sorgte auch dafür, dass die bedeutendsten Pädagogen Westpreußens – Reinhold Bernhard Jachmann und Johann Wilhelm Süvern – einen großzügigen Lehrplan entwarfen. Es wurde ein kleiner Lesezirkel gestiftet und das erste Schulsiegel angeschafft: Eine Minerva führt einen Knaben, der in der einen Hand einen Griffel und in der anderen Hand eine Rolle zum Schreiben hält. Die Umschrift war SIEGEL DER KATHEDRALSCHULE IN MARIENWERDER.
Nach der Schlacht bei Jena und Auerstedt machten die Franzosen aus der Marienwerderer Schule am 19. Februar 1807 ein Kaiserliches Französisches Lazarett. Erst Ende Dezember 1807 konnte das Schulgebäude wieder bezogen werden. 1806 hatte die Schule 102 Schüler. Alle Anstalten, die das Recht der Maturitätsprüfung hatten, erhielten am 11. November 1812 den Titel „Gymnasium“, Marienwerder erst im März 1813; denn Ende 1812/Anfang 1813 herrschte in der Stadt Chaos. Nach der Schlacht an der Beresina hatte sich die Grande Armée aufgelöst. Für die einzelnen Korps wurden Sammelorte angegeben; für die Reste des 4. und 9. (und zweier anderer) Korps war das Marienwerder. Dort warteten Eugène de Beauharnais und Claude-Victor Perrin gen. Victor.

### Rektoren 1404–1811
- Christian Coslaw, ab 1404
- Urbanus Wittich, um 1573
- Zacharias Dresler, seit 1576
- 1590–1596: Johannes Timäus,
- 1596–1602: Balthasar Timäus,
- 1602–1607: Adam Volland, Bürgermeister in Marienwerder, Poeta Laureatus
- 1607–1613: Bartholomäus Wilhelmi
- 1649–1656: Georgius Oesperus
- Johann Escher
- ab 1678: Martinus Willenius
- 1682–1688: Bartholomaeus Klügsmann
- 1689–1693: Samuel Schmidt
- 1693–1694: Johann Pasch
- 1694–1736: Georg Ast
- 1736–1739: Michael Theodor Ebentheuer
- 1739–1745: Michael Theodor Nagel
- 1745–1751: Johann Jakob Wendland
- 1751–1753: Johann Daniel Dannies
- 1753–1760: Johann Gottfried Kloss
- 1760–1769: Martin Friedrich Bütow
- 1770–1771: Daniel Wilhelm Kahle
- 1771–1786: Christian Ludwig Sanden
- 1786–1792: Johann Michael Höpfner
- 1792–1793: Karl Friedrich Rothe
- 1793–1801: Ephraim Ohlert
- 1801–1811: Friedrich Christoph Ludwig Ungefug

## Gymnasium
„Ungefugs genialer Schulleitung war es zu danken, daß sich in diesen zehn Jahren [1801–1811] die Kathedralschule auf dem Grunde edler Humanitas ruhig und ungestört entwickeln konnte.“

### 1812–1880
Zum Lehrkörper gehörten neben dem Rektor Ungefug der Prorektor Friedrich Wilhelm Binseel, der Konrektor Jacob Friedrich Stiebler, Johann Gottlieb Fischer (der seit 1802/03 unentgeltlich unterrichtete; später Prorektor), Johann Samuel Rosenheyn, Karl Heinrich Pudor und Karl Friedrich Grolp (1812/13).

#### Auflehnung
Im Mittelpunkt des Schuljahres 1812/13 stand die allgemeine Begeisterung für den Kampf gegen die französische Unterdrückung. Nach der Konvention von Tauroggen meldeten sich viele Marienwerderer zu den Waffen. Gestellt wurden Pferde und Ausrüstung. Die Eltern sorgten für die Ausrüstung und Besoldung ihrer Söhne im Felde. Ein Kriegsfreiwilliger war ein Sohn des Bäckermeisters Hahnke. Er blieb in der Preußischen Armee und wurde Vater des nachmaligen Generalfeldmarschalls Wilhelm von Hahnke. Dem königlichen Aufruf An Mein Volk und dem Aufruf zur Bildung der Landwehr folgte (trotz des Flecktyphus) ein Achtel von Marienwerders männlichen Einwohnern. Die zurückgebliebenen Jünglinge und Männer bildeten einen Landsturm von sieben Kompanien zu Fuß und zwei Kompanien zu Pferde. Nach höherer Verordnung wurde der Unterricht in Französisch Michaelis 1815 zugunsten von Griechisch und Latein aufgegeben (und nach einigen Jahren wieder aufgenommen). Die Nachricht vom Sieg in der Schlacht bei Waterloo hatte ein Bruder von Bogumil Goltz vom Schlachtfeld nach Marienwerder geschickt.

#### Neubau

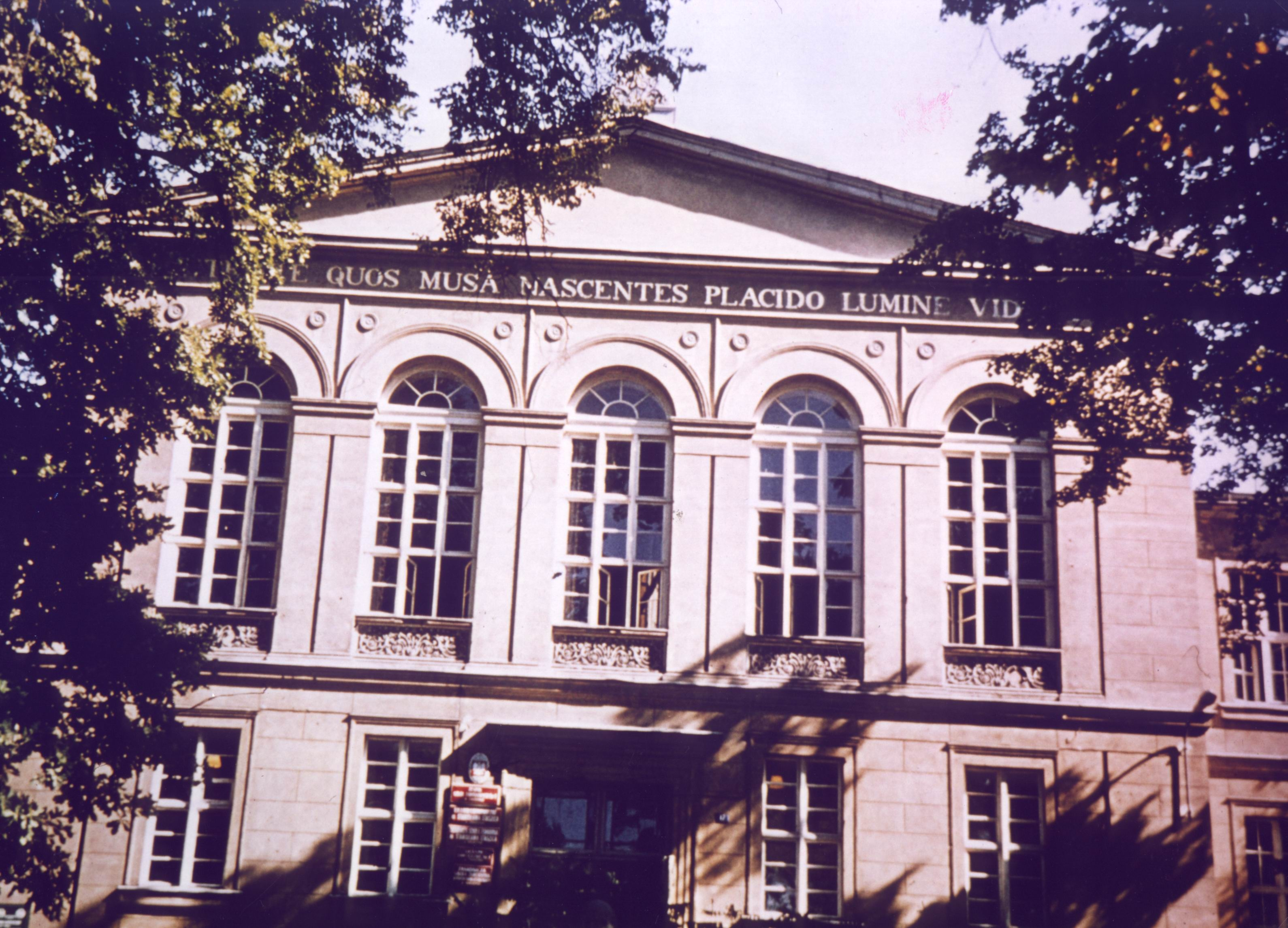
Fries mit Inschrift, um 1990

Als die Schülerzahl 150 überschritt und die vier Klassenräume und der Hörsaal nicht mehr reichten, wurde die Direktorwohnung 1829 zu Schulzimmern umgebaut und dem Direktor eine neue Wohnung eingerichtet. Im selben Jahr ging das gemeinsame Patronat von Staat und Stadt ganz auf den Staat über. Die Provinzialschulkollegien von Westpreußen und Ostpreußen wurden Anfang der 1830er Jahre zusammengelegt. Der Sitz war Königsberg. Jakob von Nordenflycht betrieb einen Neubau der Schule. Friedrich Wilhelm III. bewilligte einen ansehnlichen Fonds. Die Grundsteinlegung war am 21. Juni 1835. Mit dem Titel „Königlicher Direktor“ trat Ungefug am 1. April 1836 in den Ruhestand. Im November 1836 wurde eine Sterbekasse für die Witwen und Hinterbliebenen der Lehrer gegründet. 1914 war ihr Kapital auf über 19.000 Mark (1871) angewachsen. Das neue Gymnasialgebäude wurde im Frühjahr 1838 bezogen. Gekostet hatte es 17.000 Taler. Es hatte 6 Klassenzimmer, 1 Reserveklasse, 1 Konferenzzimmer, 2 Zimmer für den Direktor, 1 Zimmer für den Schuldiener, 2 Bibliothekszimmer, 1 Zeichenunterrichtszimmer, 1 Physikzimmer, 1 Wohnung für den Schuldiener, 1 Modellkammer, 1 Karzer. Am vorderen Fries des Mittelgebäudes stand die vergoldete Inschrift INTROITE, QUOS MUSA NASCENTES PLACIDO LUMINE VIDERIT, am Fries der hinteren Front MUNIFICENTIA FRIDERICI GUILLELMI III REGIS CLEMENTISSIMI EXSTR. MDCCCXXXVII. Zur Einweihung am 4. Mai 1838 kam v. Nordenflycht. Ein Primaner sprach „de Borussiae inter omnes civitates praestantia“.

#### Förderung
Zur selben Zeit erging die Regelung der Jahrgangsstufen, wie sie in Deutschland noch lange nach dem Zweiten Weltkrieg üblich war. Im Schuljahr 1837/38 herrschte die Grippe. Zwei Schüler erlagen ihr. Bei seiner Visitation im Juni 1841 war Reinhold Bernhard Jachmann mit den Leistungen und dem Zustand der Schule vollkommen zufrieden. Unter seinem Vorsitz wurden am 23. März und 16. September 1841 die Abiturientenprüfungen abgehalten. Die Lehrerbibliothek verfügte über 4922, die Schülerbibliothek über 2004 Bücher. Seit 1842 verlieh das Gymnasium die Berechtigung zum einjährig-freiwilligen Militärdienst, sobald ein Schüler die Reife für eine der drei oberen Klassen erhielt.
Am 9. September 1844 besuchte Friedrich Wilhelm IV. die Schule. Ihn begleiteten der Oberpräsident Carl Wilhelm von Bötticher, der Generaladjutant August Wilhelm von Neumann-Cosel, der Kommandierende General Friedrich zu Dohna-Schlobitten und andere Würdenträger. Begrüßt wurden sie mit dem Lied Ich bin ein Preuße. Am 22. August 1844 besuchte der Kultusminister Friedrich Eichhorn die Schule. Er sagte ihr weiterhin gewogene Fürsorge zu. Ein Flügel wurde angeschafft. Bei der 300-Jahr-Feier der Albertus-Universität Königsberg überbrachte Direktor Lehmann die Glückwünsche im Namen der preußischen Gymnasien. Noch 1844 plante die Unterrichtsverwaltung, dem Gymnasium eine Real-Abteilung anzugliedern. Aus unbekannten Gründen wurde das erst 1894 verwirklicht. Turnunterricht wurde in sechs wöchentlichen und vielen außerordentlichen Stunden gegeben. Im Sommer 1850 besuchten der Oberpräsident Eduard von Flottwell, der Staatsminister August von der Heydt und der Oberpräsident Franz August Eichmann die Schule. Alljährlich am 15. Oktober wurde in der Aula der Geburtstag von Friedrich Wilhelm IV. gefeiert. Auf der Reise von Königsberg nach Berlin übernachtete er am 22. Juni 1854 in Marienwerder. Im Juni 1855 besuchte Prinz Friedrich Wilhelm, der nachmalige Friedrich III., die Schule. Am 25. September gedachten alle Lehrer und evangelischen Schüler des Augsburger Reichs- und Religionsfriedens. Michaelis 1866 besuchte Ludwig Adolf Wiese die Gymnasien und höheren Bürgerschulen Westpreußens. Ein Erweiterungsbau der Schule wurde genehmigt. Am 10. November 1859 feierten alle Klassen das Schillerfest. Am 4. Oktober 1860 und am 5. März 1861 besuchte Oberpräsident Eichmann wieder die Schule. Im Juli 1861 visitierte Preußens Generalsuperintendent Karl Bernhard Moll den Religionsunterricht. Weder der Deutsch-Dänische Krieg noch der Deutsche Krieg werden in den Schulprogrammen erwähnt. Nach Beginn des Deutsch-Französischen Krieges wurden die herbstlichen Abiturientenprüfungen bereits am 2. August 1870 abgehalten. Die erfolgreiche Belagerung von Metz und der Sieg in der Schlacht bei Sedan wurden gefeiert, die Gefangennahme von Napoleon III. beschwiegen. Zur Feier der Wiedervereinigung Westpreußens mit dem preußischen Staat wurde am 13. September 1872 ein Festakt in der Aula des Gymnasiums veranstaltet. Max Töppen schilderte den 400-jährigen Kampf der Deutschen und der Slawen um den Besitz des Landes. 1873 wurden die Turnhalle und die Gasbeleuchtung in Gebrauch genommen. Am 1. Dezember 1873 besuchte Oberpräsident Karl von Horn die Schule. Die Errichtung eines jüdischen Religionsunterrichts auf Staatskosten wurde „in Anbetracht der nicht beträchtlichen Zahl von Israeliten auf dem Gymnasium“ nicht genehmigt.

### 1881–1944

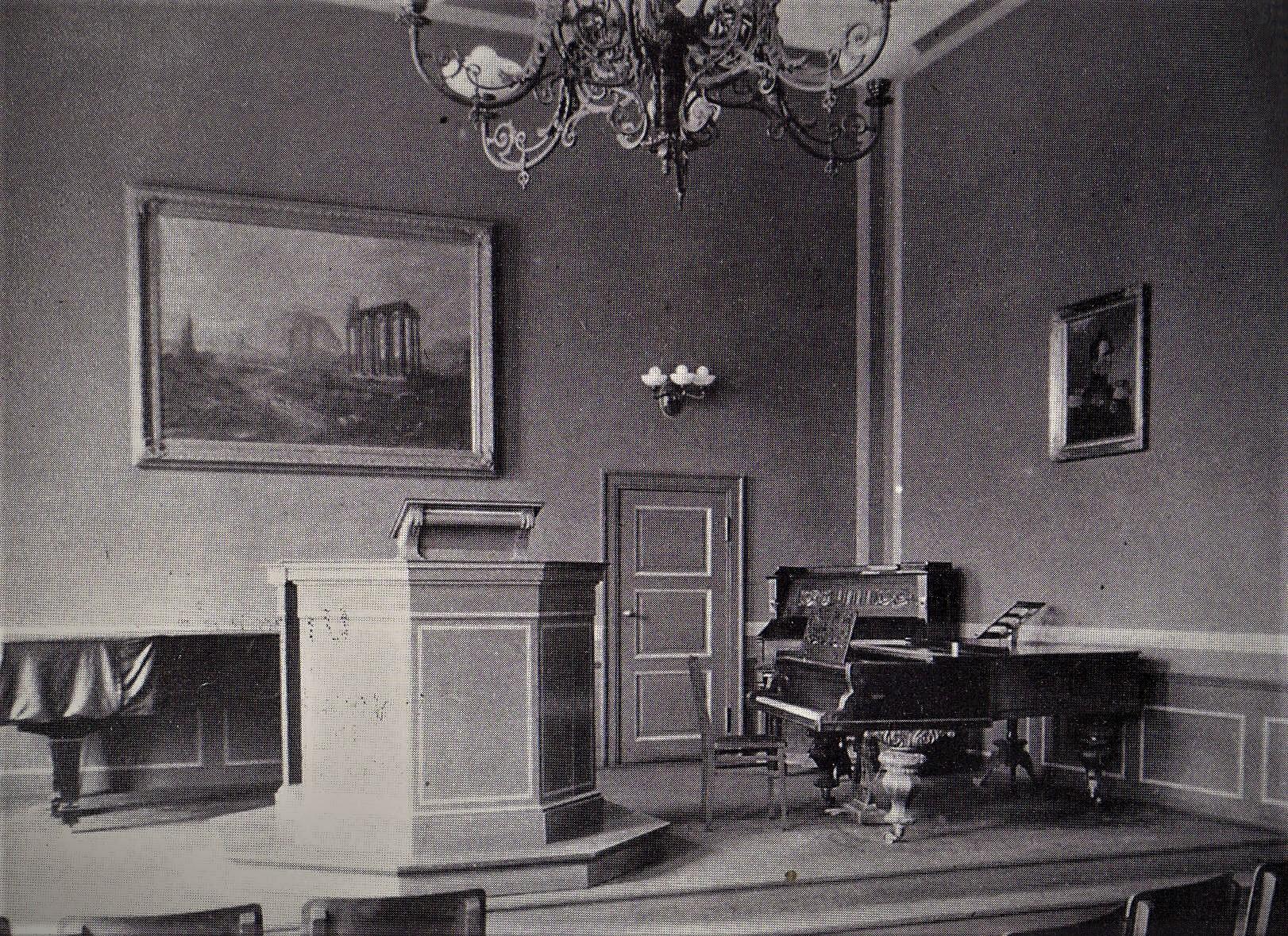
Aula

Am 11. November 1883 feierte die Schule den 400. Geburtstag von Martin Luther. Nach Wilhelm I. handelte es sich „nicht um den Lobpreis eines Menschen, sondern um den Lobpreis Gottes für die in der Reformation dem deutschen Volke zuteil gewordene göttliche Gnade“. 1887 besuchten im Juni Gustav von Goßler und im September Adolf Hilmar von Leipziger die Schule. Als 1889 das Realgymnasium aufgelöst wurde, wuchs die Schülerzahl sprunghaft an. In jedem Schuljahr starben Schüler an Erkrankungen oder Verletzungsfolgen. Besondere Schülerleistungen wurden mit (kaiserlichen) Bücherpreisen und Geldprämien gewürdigt. Am 24. Februar 1896 fand eine Revision des evangelischen Religionsunterrichts durch Adolf Döblin, den neuen Generalsuperintendenten für Westpreußen, statt. Der 100. Geburtstag Kaiser Wilhelms I. wurde besonders feierlich begangen. Aufgeführt wurde das Festspiel Wilhelm der Große von Drees. Am 19. April 1900 erhielt der Lehrer Geisenberg die Genehmigung für den mosaischen Religionsunterricht. Am Reformationstag 1901 wurde des 400. Geburtstages von Paul Speratus gedacht, dem ersten evangelischen Bischof von Marienwerder. Erträge von Schülerkonzerten wurden karitativen Einrichtungen gestiftet. Gustav Heep (1859–1919) aus Grumbach war 1909–1912 Direktor der Schule. Wilhelm Reinhard kam am 20. Januar 1912 nach Marienwerder. 1913 vermachte der Geh. Justizrat Dr. Medem seine Münzensammlung der Schule. Wohlgeordnet und katalogisiert, enthielt sie 745 Münzen und 47 Medaillen. Groß gefeiert wurden das 25-jährige Thronjubiläum Wilhelms II. und das 100-jährige Jubiläum des Gymnasiums. Am Festakt in der Aula nahmen teil Regierungspräsident Karl Schilling und OLG-Präsident Adolph von Staff genannt von Reitzenstein.

#### Krieg und Abstimmung
Der Ausbruch des Ersten Weltkriegs versetzte die Menschen im Regierungsbezirk Marienwerder in „ungeheure Aufregung“. Viele Lehrer und Schüler meldeten sich zur Preußischen Armee. Dennoch bestanden alle 15 Prüflinge das Abiturientenexamen vom 5.–9. August 1914. Einige Primaner und Sekundaner leisteten ununterbrochenen Wachdienst auf dem Wasserturm an der Weichselbrücke, andere Schüler Erntearbeit auf den umliegenden Gütern. Bei Beginn des Unterrichts am 17. August war nur ein Drittel der Schüler anwesend; denn viele Familien hatten Marienwerder verlassen. Erleichterung brachte Hindenburgs „herrlicher Sieg“ in der Schlacht bei Tannenberg (1914). Im strengen Winter 1917 wurde das Gymnasium über den Januar und Februar wegen Kohlenmangels geschlossen und der Unterricht in der Loge (Grünstraße) klassenweise nacheinander abgehalten. Im Krieg fielen drei Lehrer und 15 Schüler.
Ein großer Tag für das Abstimmungsgebiet Marienwerder und das Gymnasium war die Abstimmung am 11. Juli 1920. Angereist waren 3000 Stimmberechtigte, die in Bürgerquartieren untergebracht wurden. Else Heims spielte Iphigenie auf Tauris und Minna von Barnhelm. Im Liebenthaler Wäldchen wurde Das Nachtlager in Granada aufgeführt. Zum Festkonzert in der Domkirche (Marienwerder) am Vorabend der Abstimmung kamen 4000 Menschen. Zum Schluss sangen sie Wir treten zum Beten. Von 9603 abgegebenen Stimmen entfielen 426 auf Polen.

#### Alltag in der Weimarer Republik

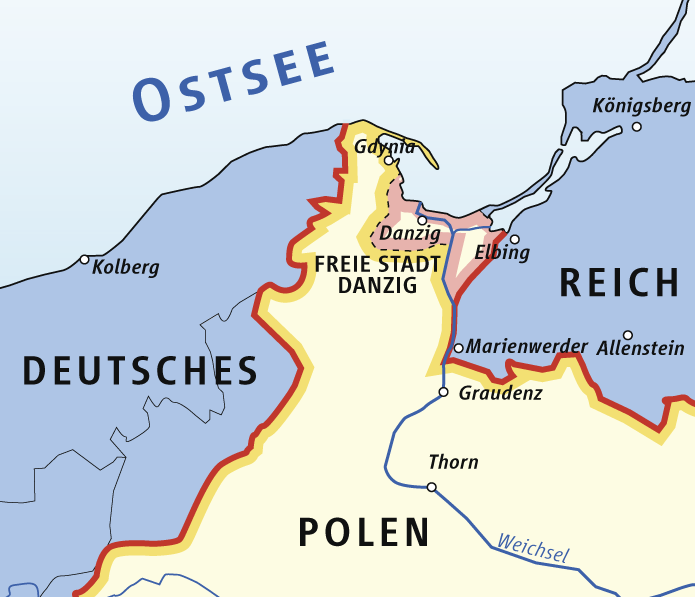
Lage Marienwerders 1920–1939

In jedem Monat war ein Wandertag vorgesehen. Die Schüler hatten 20–30 km zurückzulegen, Entfernungen zu schätzen und Gelände- und Dauerläufe zu bewältigen. Am 26. November 1921 wurde in der Aula die Gedenk- und Ehrentafel für die Gefallenen (3 Lehrer, 15 Schüler) enthüllt. Das Lehrerkollegium bestand am 1. Mai 1922 aus 1 Direktor, 11 Studienräten, 1 Gesang-, 1 Zeichen- und 1 Vorschullehrer. Hinzu kamen 4 Studienassessoren und 1 Referendar. Bei der Verfassungsfeier am 11. August sprach ein Studienrat über die Bestrebungen zur Einigung Deutschlands zwischen 1813 und 1848. Der Direktor gedachte der Ruhrbesetzung. Wiederholt aufgeführt wurde Das Siegesfest in der Vertonung von Constanz Berneker. Das Musikkorps der Reichswehr wirkte mit. Gedacht wurde des 200. Geburtstages von Immanuel Kant. Mit Schülerinnen des Oberlyceums wurde Der Prinz von Homburg gespielt. Durch den Krieg eingegangen, wurde das alte Schülerorchester Ostern 1924 wieder ins Leben gerufen. Gespielt wurde Alessandro Stradella, Die Hugenotten und (mit dem Chor) Schumanns Zigeunerleben (op. 29.3). Die Primanervereinigung „Corona“ feierte 1924 das 40. Stiftungsfest. Das Rudern war unmöglich, weil den Deutschen der Zugang zur Weichsel verschlossen war. Eine Schülerselbstverwaltung lehnten die Schüler ab. Jede Klasse hatte lediglich einen Vertrauensmann und einen Stellvertreter. Als deren Obmann fungierte der Vertrauensmann aus der Prima des Gymnasiums und als sein Stellvertreter der aus der Realabteilung. Nach dem Tod von Friedrich Ebert fiel der Unterricht an zwei Tagen aus. Gedacht wurde des 200. Geburtstages von Friedrich Gottlieb Klopstock, des 50. Todestages von Fritz Reuter und Eduard Mörike und des 60-jährigen Bestehens vom Roten Kreuz. Am Reformationstag 1924 nahmen sämtliche Schüler am Gottesdienst im Dom teil. Durch Ministerialerlass vom 6. Juli 1925 wurden das Staatliche Gymnasium und Realgymnasium als „Große Doppelanstalt“ anerkannt. Zum Amtsantritt des neuen Reichspräsidenten Paul von Hindenburg fand am 12. Mai eine große Schulfeier statt. Zur Rheinischen Jahrtausendfeier sprach ein Studienrat über die „Stärkung des Reichsgedankens durch die Reichverfassung“. Unter zahlreicher Beteiligung der Bevölkerung im Kreis Marienwerder wurde am 25. April 1926 die Jugendherberge am Mahrener See eingeweiht. Die höheren und mittleren Schulen in Marienwerder und Riesenburg im Landkreis Rosenberg benutzten sie als Landschulheim. Bis zu 100 Schüler konnten untergebracht und versorgt werden.
Gedacht wurde des 150. Geburtstages von Carl Friedrich Gauß und Heinrich von Kleist und des 200. Todestages von August Hermann Francke. 100 rheinländische Schüler trafen am 5. September 1927 auf einer Ostmarkenfahrt in Marienwerder ein. Als ältester Abiturient der Schule starb Julius Goerdeler am 9. März 1928. Das Orchester bestand 1928/29 aus 40 Mitgliedern: 20 Violinen, 2 Bratschen, 2 Celli, 2 Kontrabässe, 4 Flöten, 2 Klarinetten, 1 Oboe, 2 Trompeten, 1 Basstuba, 2 Waldhörnern, 1 Pauke, ein Paar Becken, 1 Konzerttrommel und 1 Triangel. Okarina, Klavier und Harmonium wirkten nicht mehr mit. Auf einem (neuen) Flügel spielte der Primaner Alfons Kensik große Beethoven-Sonaten (op. 53, op. 57). Die Sekundaner des Realzweigs bespielten ein Puppentheater. Zerstritten und überlebt, wurde die Corona im September 1930 vom Direktor aufgelöst. Nach der Brückenkatastrophe in Koblenz und den Katastrophen in der Grube Anna und der Grube Luisenthal wurde halbmast geflaggt und eine Trauerfeier im Gymnasium veranstaltet. Am 8. Januar 1931 besuchte Reichskanzler Heinrich Brüning die Schule. Gedacht wurde der Deutschen Reichsgründung, der Confessio Augustana, des 300. Todestages von Johannes Kepler und der Aufstände in Oberschlesien. Am 29. März 1931 besuchte die Prima des Friedrichs-Gymnasiums Berlin Marienwerder. Der 700-jährigen Zugehörigkeit Ostpreußens zu Deutschland wurde am 13. Juni 1931 gedacht. An dem schulfreien Tag hielt Bruno Schumacher die Festrede, die er am nächsten Tag im Remter der Marienburg in Gegenwart des Reichspräsidenten Paul von Hindenburg wiederholte. 1932 wurde der Ankunft der Salzburger Exulanten vor 200 Jahren und des 100. Todestags von Carl Friedrich Zelter gedacht. Zum „Heldentod“ von Gustav II. Adolf (Schweden) vor 300 Jahren sprach Dr. Grendel, der die gleiche Rede in der Schlosskirche (Königsberg) gehalten hatte.

#### NS-Zeit
Nach der Reichstagswahl März 1933 gab es einen Tag schulfrei. Zum ersten Male wehten Hakenkreuzfahnen über der Schule. Am Volkstrauertag wurde nur Schwarz-Weiß-Rot gezeigt. Für den Wehrsport wurde der Mittwochnachmittag festgesetzt. Der Volksbund für das Deutschtum im Ausland zählte 50 Schüler als Mitglieder und veranstaltete im September 1933 eine Werbewoche mit einem großen Fest. Andere Vereine als der VDA bestanden nicht an der Schule. Dafür waren alle Oberstufenschüler in der SA, der SS oder bei den Jungfliegern, die Mittel- und Unterstufenschüler in der Hitlerjugend und im Deutschen Jungvolk erfasst. Auf Anordnung des Ministers begann das Schuljahr erst am Tag der nationalen Arbeit. Die „überwältigende Kundgebung“ in Berlin wurde durch den Hörfunk übertragen. Die Schüler hörten sie in der Aula. Das Lehrerkollegium beteiligte sich geschlossen am Umzug. Pfingsten 1933 feierte die Stadt Marienwerder ihr 700-jähriges Bestehen. In der Weihestunde nach dem Festgottesdienst im Dom sprachen Marienwerders Bürgermeister Fritz Goerdeler und der Schuldirektor Bruno Schumacher. Vor dem Hauptportal der Schule (am Flottwellplatz) wurde die Schiller-Büste von Emil Cauer dem Jüngeren enthüllt. 1936/37 wurde das Schulgebäude neu verputzt. Die alten Andachten verloren ihren religiösen Charakter und wurden zu weltanschaulichen (nationalsozialistischen) Weihestunden. Die Lehrsäle für Physik und Chemie sowie der Zeichensaal und die Turnhalle wurden modernisiert.
Schon 1918 war mit dem Aufbau einer sechsklassigen Realabteilung begonnen worden. Ostern 1925 konnten die ersten Real-Abiturienten entlassen werden. Bis Ostern 1937 unterschied man zwischen Gymnasium und Realgymnasium. Dann wurde das Gymnasium in „Staatliche Oberschule für Jungen“ umbenannt. Seither gab es
1. den naturwissenschaftlichen und mathematischen Zweig,
2. den neusprachlichen Zweig und
3. den altsprachlichen Zweig.

Alle drei Abteilungen hatten drei Pflichtsprachen, entweder Latein, Französisch und Englisch mit vielen Mathematik- und Physikstunden oder Latein, Französisch und Englisch mit weniger Mathematik- und Physikstunden, aber weiteren modernen Sprachen als Wahlfächer oder Latein, Griechisch, Französisch oder Englisch mit weniger Mathematik- und Physikstunden. Erste Fremdsprache war in allen Abteilungen Latein.
Ostern 1938 entfielen die alten Bezeichnungen der Jahrgangsstufen. 1939 stand das Schulgebäude 100 Jahre. Der Überfall auf Polen verzögerte die Fertigstellung vom Erweiterungsbau des Schülerheims um ein halbes Jahr. Die Turnhalle, der Zeichensaal und eine Klasse wurden als Lazarett und Quartiere genutzt. Wegen Kohlenmangels wurde der Unterricht im letzten Vierteljahr ausgesetzt. Unterricht wurde, wenn überhaupt, nur stark verkürzt gegeben. Ab Mittag standen die Räume den Mädchen vom Lyceum zur Verfügung. Vom Schuljahr 1940/41 an wurden keine Schulprogramme mehr herausgegeben. Die meisten Schüler und viele Lehrer waren zur Wehrmacht eingezogen worden. Lehrerinnen der Hermann-Balk-Schule sprangen problemlos ein. Die letzte Abiturientenprüfung am Gymnasium fand im Februar/März 1943 statt. Ende Januar 1945 besetzte die Rote Armee Marienwerder. 250 Schüler des Gymnasiums waren gefallen.
Keine zwei Jahrzehnte nach dem Ende der Schule schrieb Hans Dühring:

„Lutheraner, Mennoniten, Katholiken, Juden und Polen lebten wie in einer großen Familie zusammen. Es gab auch Unterschiede und Gegensätze; aber die wurden nicht zu Problemen erhoben. Es herrschte eine friedliche Koexistenz, in der sich die Gegensätze abgeschliffen hatten, so dass z. B. die Polen in keiner Weise etwas auszustehen hatten. Sie konnten ihre Muttersprache pflegen und genossen dieselbe Erziehung wie wir andern auch. Keiner hatte einen Hass auf den andern, so schien es uns wenigstens, auch nicht auf die Juden. Mit den jüdischen Mitschülern lebten wir im guten Einvernehmen. Es galt damals noch das Suum cuique in dem gut altpreußischen Sinne.“

## Persönlichkeiten 1812–1945

### Direktoren

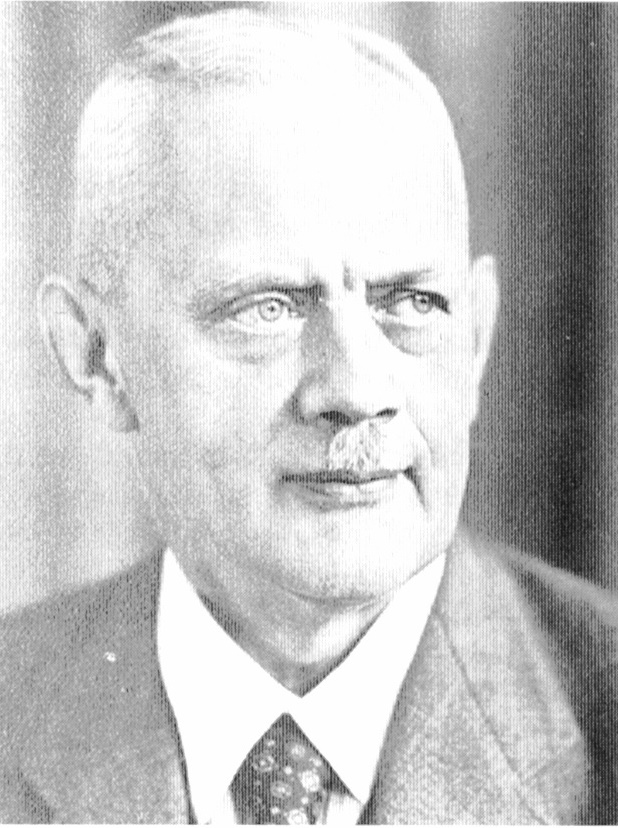
Bruno Schumacher

- 1812–1836: Friedrich Christoph Ludwig Ungefug
- 1836–1865: Johann August Lehmann
- 1865–1869: Theodor Breiter
- 1869–1883: Max Toeppen
- 1882–1897: Emil Brocks
- 1898–1909: Martin Baltzer
- 1909–1912: Gustav Heep
- 1912–1922: Hans Timreck
- 1922–1934: Bruno Schumacher
- 1934–1945: Franz Neumann

### Lehrer
Bei Dühring sind alle Lehrer mit Kurzbiografien aufgeführt.
- Moritz Berendt, Zeichenlehrer ab 1855
- Berthold Delbrück
- Wilhelm Dobbek
- Harald Othmar Lenz
- Gustav Adolf Schröder, 1831–1865, beschaffte für die Lehrerbibliothek 1327 Bände im Wert von 2500 Talern
- Julius Christian Gottlieb Gross, 1835–1864
- Brunislaus Warnke, 1912/13
- Erich Wernicke, 1905–1913, bedeutender Landeshistoriker

### Schüler  (Auswahl)

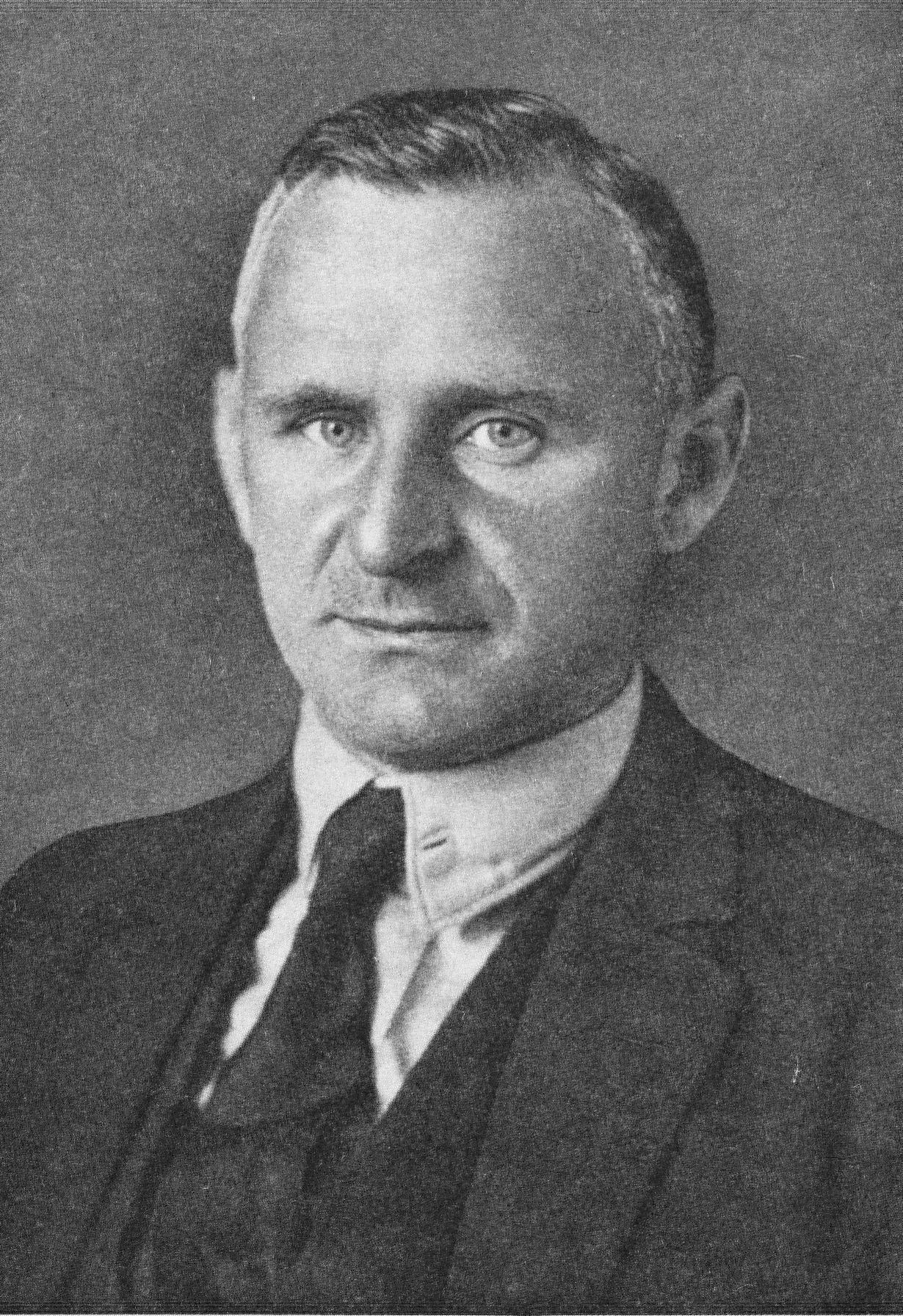
Carl Friedrich Goerdeler (1925)

- Albert Sachs  Deutscher Arzt, Doktor der Medizin und Chirurgie, Augenchirurg (1803–1835)
- Richard Baltzer, Generalleutnant
- Wolf Graf Baudissin, Generalleutnant, Militärtheoretiker
- Paul Böhmer, Mathematiker und Hochschullehrer
- Herbert Braun, Theologe, Bultmann-Schüler
- Bruno Blau (1881–1954), Sozialstatistiker des deutschen Judentums
- Siegfried von Brünneck, MdR
- Rudolf Buhse, Brigadegeneral
- Hermann Conrad, MdR
- Hermann von Dechend, erster Präsident der Reichsbank
- Alfred zu Dohna-Schlobitten, Generalleutnant, charakterisierter General der Kavallerie
- Carl Donath, MdR
- Gerhard Dudek (1922–1992), Russist
- Hans Dühring, Pfarrer, Chronist der Schule
- August zu Eulenburg, General der Infanterie, Minister des königlichen Hauses
- Kurt Feldt, General der Kavallerie
- Alfred Genzmer, Chirurg
- Stephan Genzmer, Landrat in Marienwerder, Richter am Oberverwaltungsgericht
- Julius Goerdeler, Abgeordneter, Vater der hingerichteten Goerdeler-Brüder
- Carl Friedrich Goerdeler, siehe auch Schattenkabinett Beck/Goerdeler
- Hans Gollnick, General der Infanterie
- Bogumil Goltz, Schriftsteller
- Rudolf Heidenhain, Physiologe
- Julius von Hennig, MdR
- Friedrich von Hering, Generalleutnant
- Eduard von Jachmann, Vizeadmiral
- Heinrich Friedrich Jacobson, Kirchenrechtler
- Richard Eduard John, Strafrechtler, MdHdA
- Emil Carl Ferdinand Graf von Kanitz (1807–1877), MdHdA, MdHH
- Ernst von Leyden, Internist
- Erwin Metzke, Philosoph
- Hans-Gotthard Pestke, Hauptmann[24]
- Albert Plehn, Tropenmediziner
- Friedrich Plehn, Tropenmediziner
- Georg Plehn, Abgeordneter
- Friedrich Wagner-Poltrock, Architekt
- Rudolf Reichenau, Schriftsteller
- Clemens Theodor Reichert,  Oberbürgermeister von Görlitz, MdHH
- Udo Ritgen, Brigadegeneral
- Heinrich von Rittberg, Abgeordneter
- Siegfried Rosenfeld, Ministerialbeamter, Abgeordneter, Emigrant
- Hans Schibau, Major i. G. der Luftwaffe[25]
- Julian Schmidt, Literaturhistoriker
- Dagobert Schoenfeld, Pfarrer, Forschungsreisender
- Bruno von Schrötter, Landrat
- Alfred von Tettau, MdR
- Wilhelm von Tettau, Abgeordneter, Kunsthistoriker
- Max Vogel, Abgeordneter
- Otto Wohlfeil, Oberst

## Schülerzahl und Schulgeld
In der Kathedralschule zahlte bis 1586 jeder Schüler pro Quartal 4, dann 5 Groschen (die unvermögenden 4). 1786 waren es 30 Groschen plus 6 Groschen Heizungsgeld. Im Gymnasium zahlten die Sextaner und Quintaner bis 1869 jährlich 12 Taler, die Quartaner 16 Taler, die Tertianer 16 Taler 10 Silbergroschen, die Sekundaner 20 Taler und die Primaner 23 Taler 8 Silbergroschen. Die Schüler der Vorklasse zahlten jährlich 12 Taler. Ostern 1872 und am 1. Oktober 1873 wurde das Schulgeld erhöht. Am 1. Oktober 1878 wurde das Schulgeld für alle Klassen und Vorklassen von 72 Mark (1871) (= 24 Taler) auf 84 Mark erhöht. Ab Ostern 1887 zahlten alle Schüler jährlich 100 Mark unter Wegfall des jährlichen Turngeldes von 3 Mark. Ein Fünftel bis ein Viertel der Schüler war vom Schulgeld befreit.
| Jahr    | Schüler | Vom Schulgeld befreit |
| ------- | ------- | --------------------- |
| 1812    | 131     |                       |
| 1813    | 90      |                       |
| 1818/19 | 121     |                       |
| 1828/29 | 158     | 38                    |
| 1831/32 | 189     | 35                    |
| 1836/37 | 216     | 34                    |
| 1841/42 | 229     | 41                    |
| 1843/44 | 233     | 44                    |
| 1853/54 | 317     | 60                    |
| 1880    | 338     |                       |
| 1888    | 396     |                       |
| 1900    | 410     |                       |
| 1927/28 | 369     |                       |
| 1940    | 221     |                       |

## Bibliothek
Die älteste Nachricht über eine Schulbibliothek stammt von 1745. Die wenigen (eher unbedeutenden) Bücher gingen bis 1788 verloren. 1803 wurde eine neue Bibliothek begründet. Im Oktober 1827 schenkte das Ministerium der Schule einen physikalisch-mathematischen Apparat. Private Schenkungen bereicherten den Buchbestand. Ab 1836 kamen jährlich 40 Bände hinzu. In seiner 30-jährigen Tätigkeit als Bibliothekar hatte der Oberlehrer Schröder den Bestand von knapp 4000 Bänden verdoppelt. Er hatte drei Bücherkataloge angelegt, den alphabetischen, den wissenschaftlichen und den Acquisitions-Katalog. Ihm folgten Direktor Breiter, Dr. Künzer (1865), Max Töppen und ab Juli 1873 Emil Brocks.
1874 belief sich der Bestand auf 10.145 Bände.

## Patenschaft

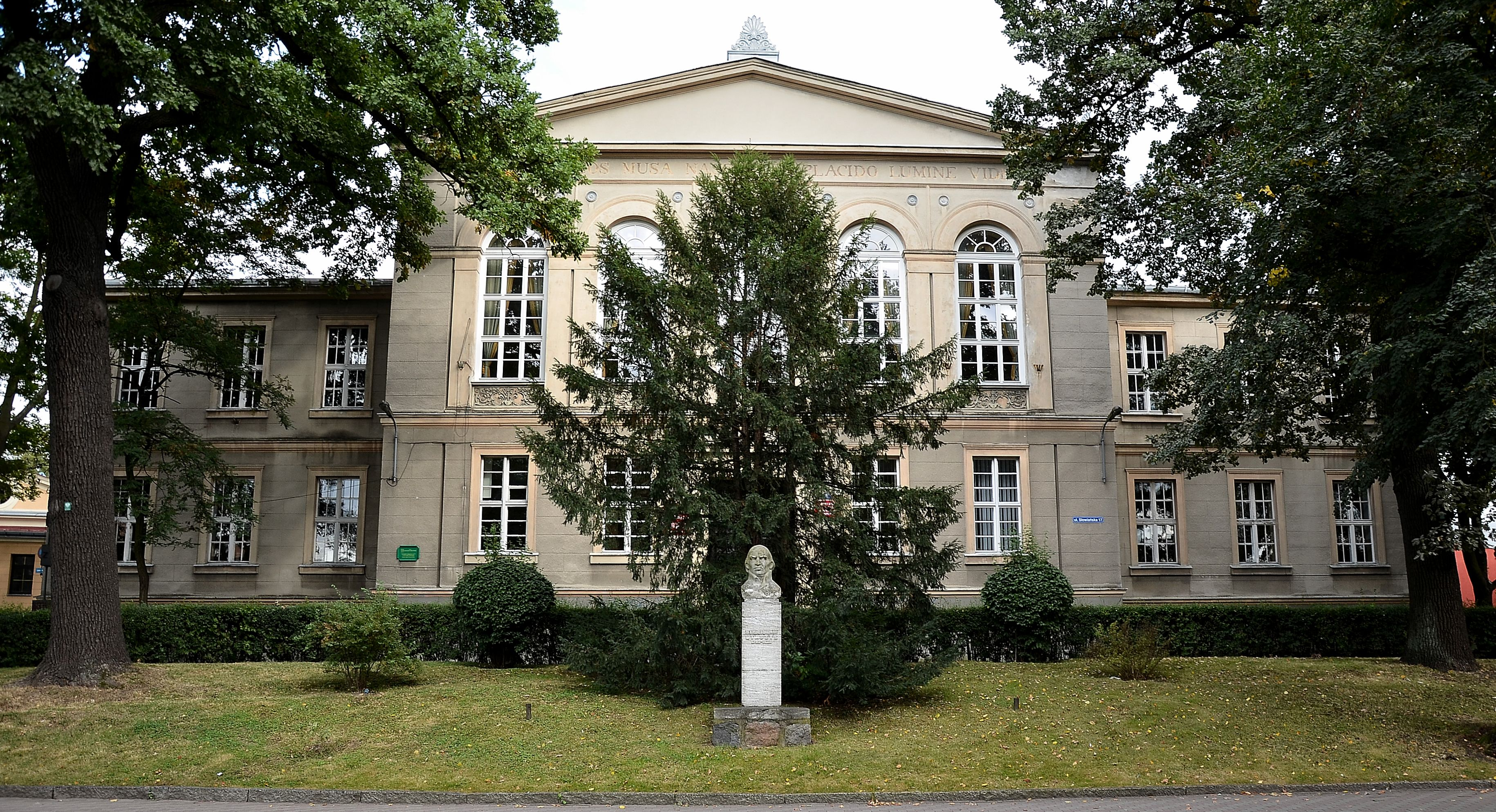
Der Schulbau des Gymnasiums Marienwerder von 1838 mit Schillerbüste (2012)

Am 21. September 1953 übernahm das Ernestinum Celle eine Patenschaft für das Marienwerderer Gymnasium. An der Feier im Schlosstheater Celle nahmen der niedersächsische Vertriebenenminister Erich Schellhaus, Lüneburgs Regierungspräsident Helmuth Andreas Koch, der Bundessprecher der Landsmannschaft Westpreußen Erik von Witzleben und Celles Oberbürgermeister Wilhelm Heinichen teil. Für die beiden Schulen sprachen die Direktoren Franz Neumann und Kurt Person.
Für die Kreisgemeinschaft Marienwerder übernahm die Stadt Celle am 18. Oktober 1953 die Patenschaft.
Der 1838 fertiggestellte Schulbau des früheren Gymnasiums Marienwerder wird heute weiterhin für schulische Zwecke genutzt. Die in den 1930er Jahren davor aufgestellte Schillerbüste steht weiterhin an ihrem Platz.